# 爆炸螺栓
爆炸螺栓是一種爆裂性緊固件。

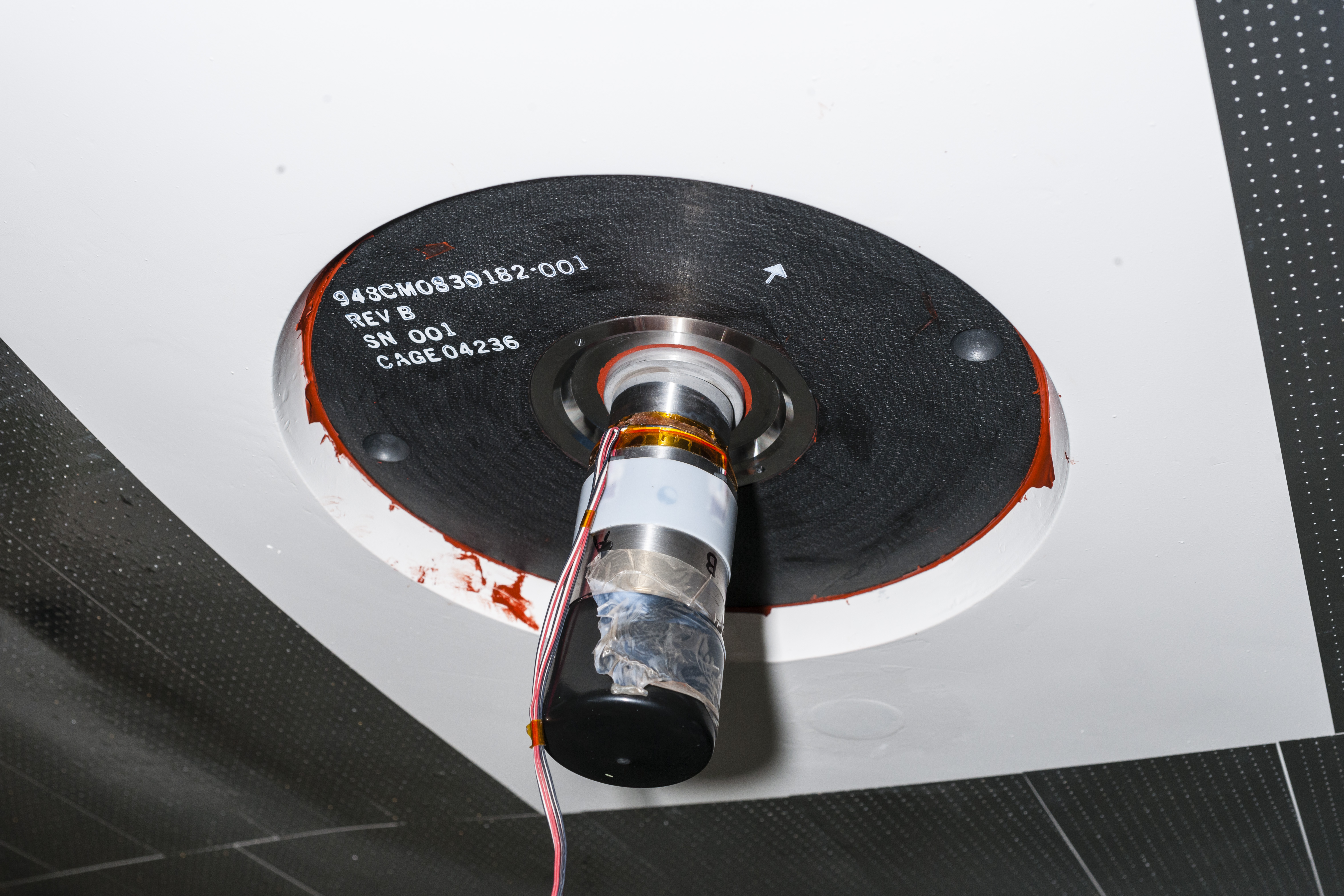
猎户座飞船内的一枚爆炸螺栓

將螺栓挖空就會充滿爆裂性，並用雷管包埋。引爆時，零件會從切割的表面裂開並裂成兩半而無法擰緊。
還有一種不會散落碎屑，以免造成周遭環境污染的爆炸螺栓。除能爆炸類的螺栓外，還有燃燒類的螺栓，但大多數爆炸類螺栓在美國大致上都可允許使用，燃燒類的螺栓主要用於法律規定難以使用炸藥的場合下。
為了安全和可靠性，在航空技術中通常使用爆炸式橋絲雷管和拍擊式雷管，而不是傳統的雷管。
最近的發展已使用脈衝激光二極管通過光纖電纜引爆煙火引燃劑，發射主炸藥然後爆炸。
產氣機類似於菸火緊固件。它們用於產生大量氣體，例如用於渦輪泵，使氣球（尤其是安全氣囊）膨脹，以噴射降落傘和類似用途。

## 主要用途
- - 飛機
- 在逃生時，可用於炸毀並分離座艙罩，螺旋槳飛機等。
  - 火箭
  - 分節分離[3]
  - 命令自毀
  - 通過在火箭室的端板上鑽孔並反向噴射緊急停止。
- 船舶自沉裝置
  - 鷗翼車門用於汽車的緊急逃生

## 優勢
- 即時操作
- 結構簡單，體積小，重量輕，成本低
- 較少發生故障
- 可以長時間不使用保存
- 高耐久性和耐受環境變化

## 缺點
- 只能使用一次，無法回收再使用